# Orlando Bennett
Orlando Bennett (12 de octubre de 1999) es un deportista de Jamaica que compite en atletismo. Ganó una medalla de plata en el Campeonato Mundial de Atletismo Sub-20 de 2018, en la prueba de 110 m vallas.